# タクバヤ
タクバヤ（Tacubaya）は、メキシコシティ西部のミゲル・イダルゴにある地区。行政上のタクバヤ地区（コロニア）自身に加えて、周辺のサン・ミゲル・チャプルテペク、オブセルバトリオ、ダニエル・ガルサ、アンプリアシオン・ダニエル・ガルサ地区一帯もタクバヤの一部とみなされている。
今のタクバヤには紀元前5世紀から人が住んでいた。ナワトル語ではAtlacuihuayanといった。植民地時代から20世紀はじめまで、タクバヤはメキシコシティとは別の田園地帯と考えられており、副王を含む富裕層が景色を楽しむための家を建てた。19世紀後半から都市化がはじまったが、劣化が進行してメキシコシティ中の貧困地帯となり、段ボールほかの素材で造られた仮小屋に人々が住む貧民街が含まれるようになった 。19世紀に建てられた邸宅の多くは今も残るが、一般のメキシコシティの民衆にとってタクバヤはメキシコシティ地下鉄およびメトロバスの駅、および多くのバスの停留所が集中していることで知られている。
2011年にメキシコシティの21の「バリオ・マヒコ」（魔法の地区）のひとつに指定された。

## ランドマーク

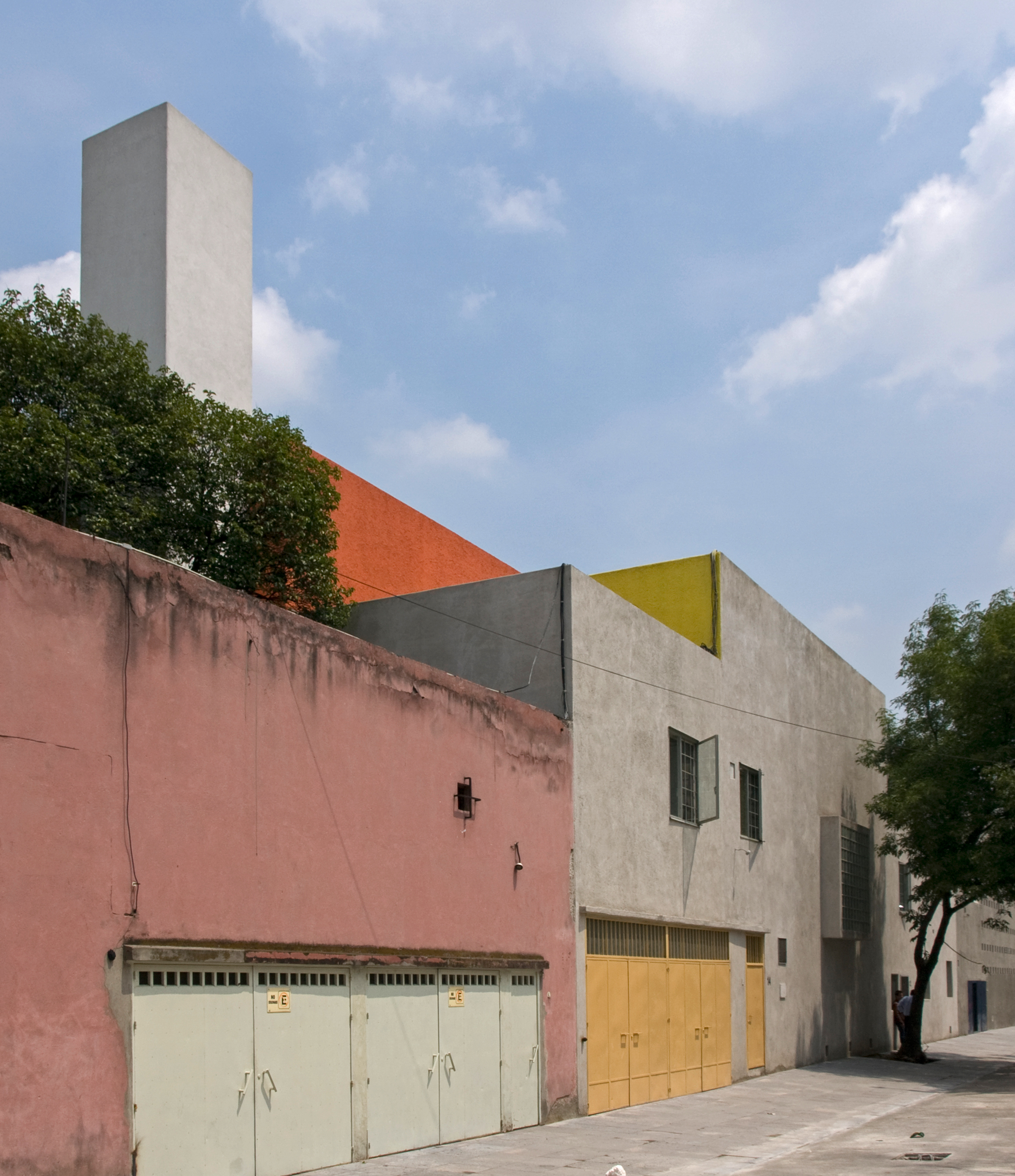
ルイス・バラガン邸の外観

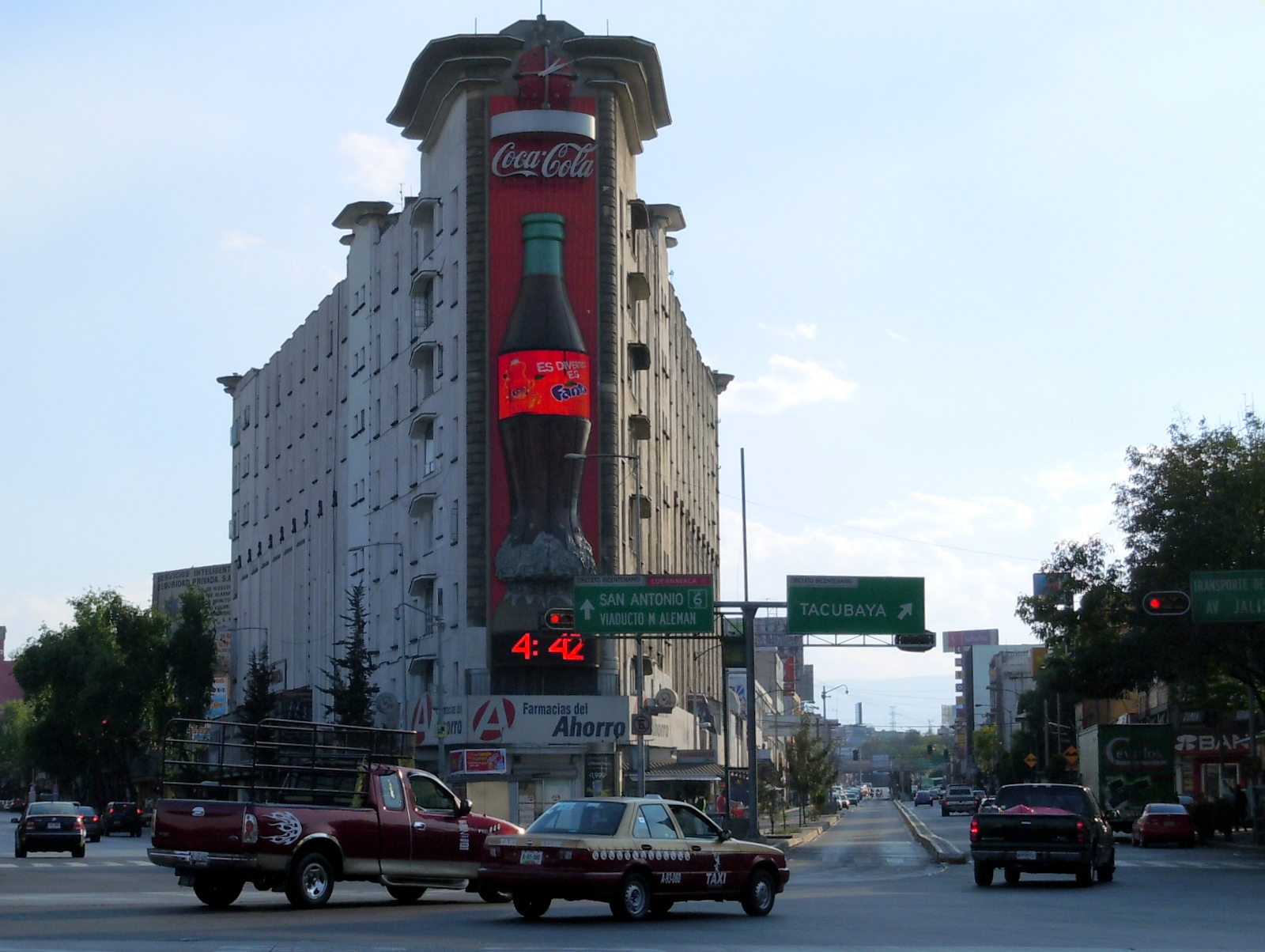
エルミータ・ビル

アラメダ・タクバヤ公園は、かつてのタクバヤの黄金時代には大きな庭園を持つ邸宅に囲まれ、政治家や知識人階級の郊外の家になっていた。公園の中央にはレフォルマ戦争の殉死者たちをたたえるオベリスクがある。現在この一帯は非常に劣化して、アルコールや麻薬中毒者が公園に住み、周囲はゴミに囲まれている。最近オベリスクを囲んでいた噴水が取り除かれ、ただのコンクリートで舗装された地面になった。他にフアレスの鷲(águila juarista)をあしらった鉄製のベンチなども除去され、舗装の質も下がった。
リラ公園は18世紀にビセンテ・リラの屋敷があったところで、大きなアーチ型の入口がある。
ラ・カンデラリア教会とサント・ドミンゴ修道院跡は、16世紀にメキシコシティに建てられたドミニコ会の修道院の建物のうち唯一今も残っているものである。建設された1590年という年が壁に刻まれている。教会は清めの聖母(Nuestra Señora de la Purificación)にささげられ、毎年の祭りでは多くのロウソクが灯される。この祭りがカンデラリア（聖燭祭）と呼ばれることから、教会自身もラ・カンデラリア教会の名で知られている。
国立気象観測所の建物はもと18世紀の大司教で副王だったフアン・アントニオ・デ・ビサロン・イ・エギアレタ (Juan Antonio de Vizarrón y Eguiarreta) によって建てられた。メキシコ国立天文台ははじめチャプルテペク城内にあり、のちに大司教の建物に移転した。1942年に天文台はプエブラ州に移転し、現在は国立気象台の建物になっている。
地図博物館はかつてサン・ディエゴ修道院だったが、1847年にウィンフィールド・スコットの率いるアメリカ軍に占領され、その翌年に自由主義者の軍隊が侵入して病院を略奪した。クリステロ戦争中に暴力のために修道院は閉鎖され、その後博物館として開館した。
カサ・アマリージャ（「黄色い家」）は1618年に宗教的宿泊施設として建てられ、現在はミゲル・イダルゴ区の庁舎になっている。
ルイス・バラガン邸と仕事場は、現在までメキシコの建築家に強い影響を与えつづけているルイス・バラガンの家である。バラガンは1980年に建築部門でもっとも重要な賞であるプリツカー賞を受賞した。バラガンの家は1994年に一般公開され、1988年にバラガンが死んだときの状態そのままに保存されている。2004年には世界遺産に指定された。バラガンは建物の外観を簡素にし、近隣に溶けこむように設計した。彼の個性が発揮されたのは建物内部で、空間の配置・採光・自然との融合においてである。タクバヤのバラガン邸は木と石の使用、大きな梁に支えられた屋根、白・ピンク・黄色を基調とする色によって目立っている。窓は中庭に集中している。
エルミータ・ビルはアール・デコ建築の重要な例とされ、メキシコシティ一帯で最初の高層建築物である。8階建てで、1階は商業用、上の階は住宅になっている。1950年代以降メキシコのチェーンストアであるカナダの大きな光る看板が据えつけられ、建物自体「カナダ」の通称で知られる。建物は荒廃し、コカコーラ・キャメル・ソルなどの看板が建物の特徴を隠してしまっている。1931年に建てられて以来修復作業は行われていない。歴史的重要性にもかかわらず、建物に保存の価値があると考えている人はほとんどいない。
シウダー・ペルディーダ（「失われた都市」）とは段ボールや木材などで造られた仮小屋が狭い通りに沿って並んでいる場所で、20世紀はじめにアドベと木の屋根で造られた小さな家に貧しい人々が住みはじめた。一帯はゴミ、小便の匂い、もはや機能していない下水から溢れたたまり水だらけである。1980年代に麻薬がこの地にはいりこみ、マリファナにはじまってコカインがそれに続いた。今では麻薬売買の中心地になっている。2020年に政府はシウダー・ペルディーダの人々のために新しい家を提供する計画を発表した。

## 交通

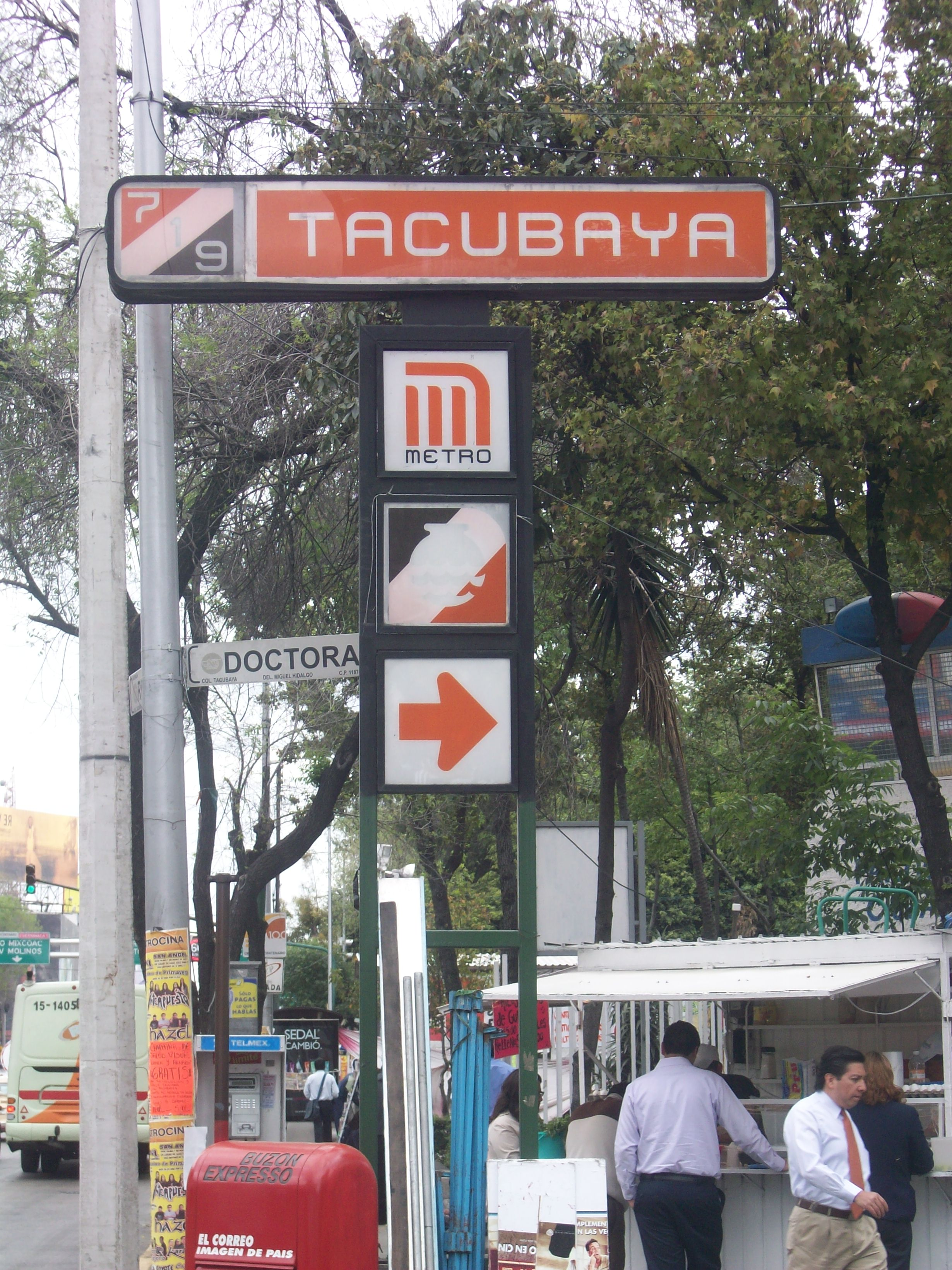
地下鉄タクバヤ駅の標識

タクバヤにはメキシコシティ地下鉄のタクバヤ駅とメトロバスの駅がある。ハリスコ通り沿いに地下鉄の1・7・9号線、メトロバス2号線の終着駅、および大量のバスが集まっている。12の異なった路線を走る、200を越える主にマイクロバスがここに集中している。
2009年10月に政府は歩道や車道を遮る露天商を1000人以上排除したが、地元の人々によれば彼らは金を稼がなければならないため、恒久的に排除することは不可能だという。露天商の問題を別にしても、乗客を待って路上に止められたバスの列が車線や交差点をふさぎ、路上にゴミが積み上げられるなど、交通事情は混沌としている。バスやタクシーは駐車禁止地帯に不法に駐車し、その数が多すぎて警察は対処しきれない。幹線道路には18本の車線があるが、通常そのうち13本がバスなどの公共交通機関によって塞がれている。

## 歴史

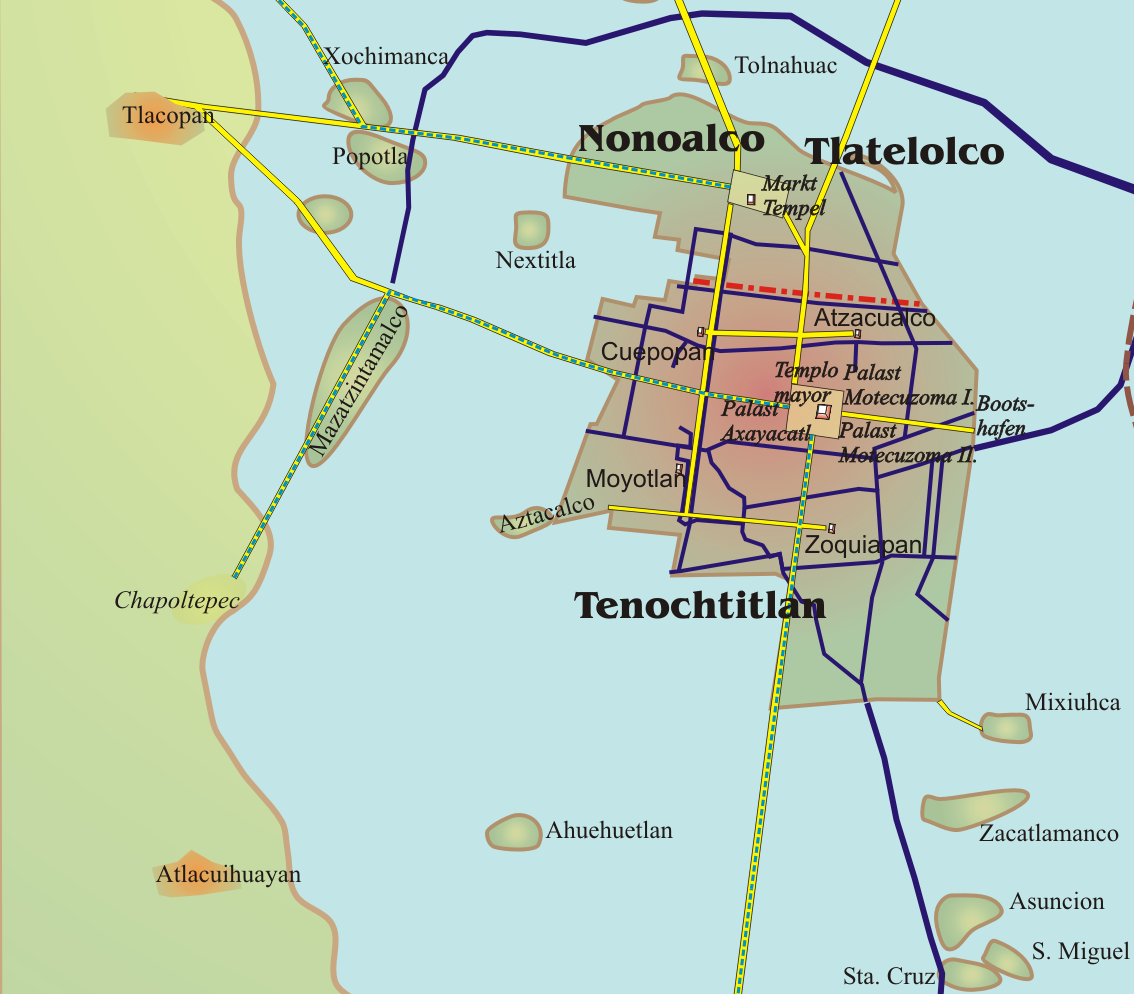
テスココ湖の西岸。左下にAtlacuihuayan（タクバヤ）が見える

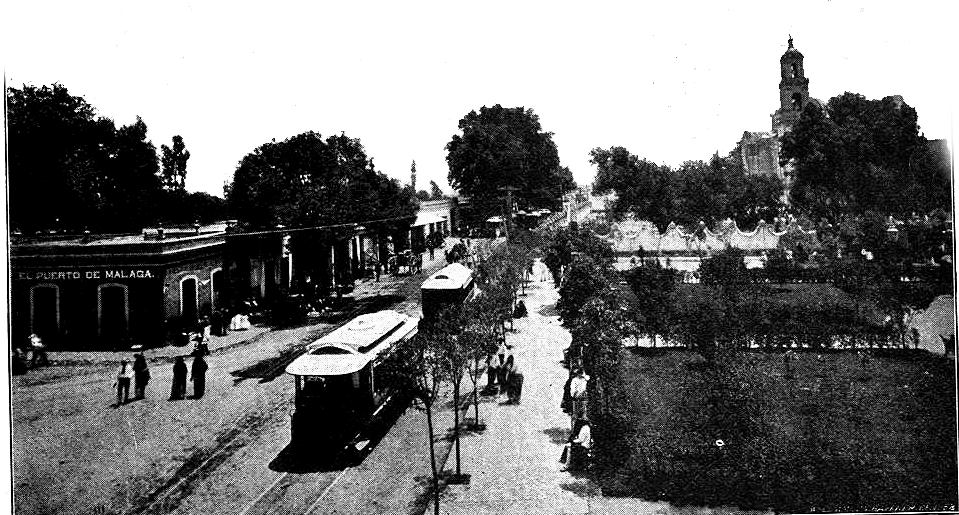
1909年のアラメダ・タクバヤ

考古学的証拠によれば、この地には紀元前450-250年ごろにチチメカが居住していた。先史時代の集落は北に祭祀の中心が、南に住居が集まり、テオティワカン文化の影響が見られる。メシカは1276年にこの地に来たが、1279年にはチャプルテペクに移った。ナワトル語では最初アコスコマクと呼ばれ、後にアトラクィワヤン（Atlacuihuayan、「水の集まる所」を意味する）と改められた。アトラクィワヤンがスペイン語化されてタクバヤとなり、植民地時代初期にサンホセ・デ・タクバヤ修道院がここに建てられた。
スペイン人は征服後にいくつかの教会・修道院・大邸宅をこの地に建てた。タクバヤは広く平坦で、メキシコシティに飲料水をもたらす豊かな川の水が流れていた。植民地時代の初期には首都を当時のメキシコシティ（いまの歴史的中心）からタクバヤに移す案もあったが、実現しなかった。19世紀のメキシコ独立革命以後、富裕層の多くはこの地に屋敷を建て、タクバヤはメキシコシティの避暑地になった。
タクバヤ綱領はレフォルマ戦争（1857-1860年）の引き金になった。1859年4月11日のタクバヤの戦い (Battle of Tacubaya (1859)) で命を落とした人々をたたえて、ベニート・フアレス大統領は1861年に町の名前をタクバヤ・デ・ロス・マルティレス（殉死者たちのタクバヤ）と改めた。
19世紀後半から1930年ごろまでかけて、田園地帯だったタクバヤの都市化が徐々に進行した。自由主義者は経済発展のために共有地を解体して私有地とし、そこに外国人が投資して主にスペイン人からなる移民のコミュニティがもたらされた。これがメキシコ人の移住を促した。経済開発にともなって鉄道、トロリーバス、自動車用道路が整備された。メキシコシティ連邦区が設立されると、タクバヤはその一部を構成し、メキシコシティをメキシコ西部と結ぶ重要な商業の中心になった。20世紀はじめにメキシコシティの最初の高層建築物であるエルミータが当時最先端のアール・デコ建築様式でタクバヤに建てられた。他にもエル・ハルディンのような建物が建てられ、かつての田園地帯の風景は一変した。
主要な川はタクバヤ川だが、1970年代以降暗渠化され、川は道路の地下のトンネルを流れるようになった。
タクバヤには歌手のハビエル・ソリスやボクサーのリカルド・ロペスが住んだ。映画『忘れられた人々』、『アモーレス・ペロス』、『スミレの香水 (es:Perfume de violetas) 』はタクバヤで撮影された。
19世紀後半から20世紀はじめにかけての黄金時代の後、タクバヤはひどく劣化した。アラメダ公園の周囲に立ち並ぶ壮麗な邸宅にはかつて政治家や知識人のエリートが住んでいたが、今ではゴミとアルコール中毒者と麻薬の売人に囲まれている。一帯を修復することが試みられたが、そのやり方について住民とミゲル・イダルゴ区の間で議論がある。住民たちは現在小学校になっているフスト・シエラや450年前に建てられたラ・カンデラリア教会を保護するために国立人類学歴史研究所が介入することを望んでいる。ミゲル・イダルゴ区は「再生 (Renace)」プロジェクトに住民が参加できるように市民会議を立ち上げた。このプロジェクトは露天商、発砲事件、道路にあいた穴、犯罪の対策、および歴史的建築物の維持を目的としている。